# 伊沢由美子
伊沢 由美子（いざわ ゆみこ、1947年10月23日 - ）は、日本の児童文学作家。

## 来歴・人物
千葉県生まれ。獨協大学外国語学部卒業。児童文学者協会第三期児童文学学校修了。
1980年「ひろしの歌がきこえる」で日本児童文学者協会新人賞受賞。1982年「かれ草色の風をありがとう」で野間児童文芸推奨作品賞、小学館文学賞、産経児童出版文化賞受賞。1986年「あしたもあ・そ・ぼ」で新美南吉児童文学賞受賞。

## 著書
- 『ひろしの歌がきこえる』（講談社、児童文学創作シリーズ） 1979.12、のち青い鳥文庫
- 『かれ草色の風をありがとう』（講談社、児童文学創作シリーズ） 1981.12
- 『あしたもあ・そ・ぼ』（偕成社、幼年おはなしどうわ） 1985.7
- 『キャンプ! たのしいよ』（草炎社、草炎社こども文庫） 1986.6
- 『走りぬけて、風』（講談社、わくわくライブラリー） 1990.6
- 『うれしいことがありました』（教育画劇、スピカの創作童話） 1992.7
- 『ことしの秋』（講談社） 1997.9
- 『ヨリちゃんのむずかしいしつもん』（教育画劇、わくわくBOOKS） 2001.4
- 『六月のリレー』（偕成社） 2009.6